# Christoph Hönerlage
Christoph Hönerlage (* 1963) ist ein deutscher Kirchenmusiker und Komponist.

## Leben
Christoph Hönerlage studierte Katholische Theologie in Paderborn und Wien, Kirchenmusik und Musikpädagogik in Regensburg und Gregorianik in München. Als Kantor und Dozent für Kirchenmusik war er verantwortlich für die liturgie-musikalische Ausbildung und Praxis im Erzbischöflichen Priesterseminar Collegium Borromaeum Freiburg und an der Fachakademie zur Ausbildung von Gemeindereferentinnen und Gemeindereferenten Freiburg. An der Hochschule für Musik Freiburg hatte Christoph Hönerlage einen Lehrauftrag für Gregorianik, Deutscher Liturgiegesang (kath.) und Liturgisches Singen (ev.). 2016 wurde er als Professor für Gregorianik und Liturgiegesang an die Hochschule für Katholische Kirchenmusik und Musikpädagogik in Regensburg berufen. Kurz darauf promovierte er an der Universität für Musik und darstellende Kunst Graz im Fachbereich Gregorianik.
Hönerlage war Mitglied der Kommission zur Neukonzeption des Diözesanteils (Erzdiözese Freiburg/Diözese Rottenburg-Stuttgart) im neuen Gotteslob. Er ist Sekretär der Internationalen Gesellschaft für Studien des Gregorianischen Chorals (AISCGre).

## Werke
- Der Wind stammt nicht von nebenan
- Es gibt einen See in der Anderwelt
- Wenn du einen Garten hast
- Singt unserm Gott, ja singt ihm, Gotteslob Nr. 44
- Friede sei in deinen Mauern, Gotteslob Nr. 68 bzw. 73
- Du hast mein Klagen in Tanzen verwandelt Gotteslob Nr. 327
- Den Herren will ich loben (Magnifikat-Lied)